# Герои Социалистического Труда Самарской области
В настоящий список включены:

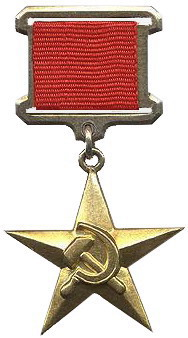
Золотая медаль «Серп и Молот»

- Герои Социалистического Труда (в том числе дважды Герои), на момент присвоения звания проживавшие на территории Самарской (в 1936—1991 годах — Куйбышевской) области — 211 человек;
- уроженцы Самарской области, удостоенные звания Героя Социалистического Труда в других регионах СССР, — 80 человек;
- Герои Социалистического Труда, прибывшие на постоянное проживание в Самарскую область, — 23 человека.

Вторая и третья части списка могут быть неполными из-за отсутствия данных о месте рождения и проживания ряда Героев.
В таблицах отображены фамилия, имя и отчество Героев, должность и место работы на момент присвоения звания, дата Указа Президиума Верховного Совета СССР, отрасль народного хозяйства, место рождения/проживания, а также ссылка на биографическую статью на сайте «Герои страны». Формат таблиц предусматривает возможность сортировки по указанным параметрам путём нажатия на стрелку в  нужной графе.
Герои, удостоенные звания посмертно, выделены в списке  серым цветом .

## История
Впервые звание Героя Социалистического Труда в Куйбышевской области было присвоено Указом Президиума Верховного Совета СССР 5 ноября 1943 года начальнику военного отдела службы движения Куйбышевской железной дороги В. Т. Осипову за особые заслуги в деле обеспечении перевозок для фронта и народного хозяйства и выдающиеся достижения в восстановлении железнодорожного хозяйства в трудных условиях военного времени.
Подавляющее большинство Героев Социалистического Труда в области приходится на работников сельского хозяйства — 64 человека; машиностроение — 46; энергетика — 35; нефтяная промышленность — 14; строительство — 12; транспорт — 10; государственное управление — 7; оборонная промышленность — 6; химическая промышленность — 4; газовая промышленность, наука — по 3; пищевая промышленность — 2; радиопромышленность, нефтехимическая, металлургическая, лёгкая промышленность, геология, здравоохранение, образование — по 1.

## Лица, удостоенные звания Героя Социалистического Труда в Самарской области
| № | Фамилия, имя, отчество       | Даты жизни              | Деятельность | Дата присвоения       | Отрасль        | Место рождения         | ГС       |
| - | ---------------------------- | ----------------------- | --- | --------------------- | -------------- | ---------------------- | -------- |
| 1 | Козлов Дмитрий Ильич         | 01.10.1919 — 07.03.2009 | Начальник и главный конструктор Центрального специализированного конструкторского бюро Министерства общего машиностроения СССР, гор. Куйбышев    | 17.06.1961 26.07.1979 | машиностроение | *Краснодарский край    | [ ГС 1 ] |
| 2 | Кузнецов Николай Дмитриевич  | 23.06.1911 — 31.07.1995 | Генеральный конструктор Куйбышевского моторного завода Министерства авиационной промышленности СССР                                              | 12.07.1957 23.06.1981 | машиностроение | *Актюбинская область   | [ ГС 2 ] |
| 3 | Литвинов Виктор Яковлевич    | 30.04.1910 — 04.06.1983 | Директор завода № 1 Совета народного хозяйства Куйбышевского экономического административного района, генерал-майор инженерно-авиационной службы | 16.09.1945 29.07.1960 | машиностроение | *Ростовская область    | [ ГС 3 ] |
| 4 | Улесов Алексей Александрович | 06.03.1916 — 14.10.1997 | Электросварщик строительного управления «Куйбышевгидрострой» Министерства электростанций СССР                                                    | 19.09.1952 09.08.1958 | энергетика     | *Волгоградская область | [ ГС 4 ] |

| №          | Фамилия, имя, отчество                | Даты жизни              | Деятельность | Дата присвоения | Отрасль         | Место рождения            | ГС         |
| ---------- | ------------------------------------- | ----------------------- | --- | --------------- | --------------- | ------------------------- | ---------- |
| 1          | Аблаев Николай Семёнович              | 01.03.1942 — 26.04.2005 | Буровой мастер Нефтегорского управления разведочного бурения производственного объединения «Куйбышевнефть» Министерства нефтяной промышленности СССР, Куйбышевская область                                      | 18.09.1985      | нефтепром       | *Ульяновская область      | [ ГС 5 ]   |
| 2          | Авдеев Виктор Васильевич              | 08.11.1935 — 23.01.2001 | Бригадир электромонтажников Первого Тольяттинского монтажного управления треста «Волгоэлектромонтаж» Министерства монтажных и специальных строительных работ СССР, Куйбышевская область                         | 29.12.1973      | строительство   | Кошкинский район          | [ ГС 6 ]   |
| 3          | Авдонин Захар Тимофеевич              | 21.03.1913 — 15.08.1997 | Председатель колхоза «Искра» Ставропольского района Куйбышевской области | 26.02.1948      | сельхоз         | Ставропольский район      | [ ГС 7 ]   |
| 4          | Агафонов Вениамин Максимович          | 28.02.1930 — 15.09.2015 | Бурильщик конторы бурения № 1 треста «Первомайбурнефть» объединения «Куйбышевнефть» Министерства нефтедобывающей промышленности СССР, Куйбышевская область                                                      | 23.05.1966      | нефтепром       | Сергиевский район         | [ ГС 8 ]   |
| 5          | Аксёнов Анатолий Антонович            | 04.07.1918 — 14.08.1976 | Директор совхоза «Комсомолец» Кинельского района Куйбышевской области | 06.09.1973      | сельхоз         | *Тульская область         | [ ГС 9 ]   |
| 6          | Акулинин Олег Александрович           | 1939 — 17.10.2013       | Оператор Жигулёвской птицефабрики Волжского района Куйбышевской области | 10.02.1975      | сельхоз         | Самара                    | [ ГС 10 ]  |
| 7          | Алюшин Владимир Тимофеевич            | 16.02.1927 — 24.04.1993 | Бригадир слесарей-трубопроводчиков 1-го Куйбышевского монтажного управления треста «Нефтехиммонтаж» Министерства монтажных и специальных строительных работ СССР, Куйбышевская область                          | 26.07.1966      | строительство   | *Курская область          | [ ГС 11 ]  |
| 8          | Анашкин Николай Терентьевич           | 13.03.1930 — 21.03.2015 | Бригадир монтажников строительного управления № 3 треста № 25, Куйбышевская область | 11.08.1966      | строительство   | Клявлинский район         | [ ГС 12 ]  |
| 9          | Андрианов Виктор Иванович             | 1916—1989               | Директор племзавода «Красный строитель» Челно-Вершинского района Куйбышевской области | 08.04.1971      | сельхоз         | *Ульяновская область      | [ ГС 13 ]  |
| 10         | Антонов Михаил Николаевич             | 1917 — ????             | Звеньевой колхоза «Новый путь» Волжского района Куйбышевской области | 30.04.1966      | сельхоз         |                           |            |
| 11         | Ануфриев Георгий Иванович             | 02.1940 — 26.02.2010    | Слесарь-сборщик Куйбышевского авиационного завода Министерства авиационной промышленности СССР | 26.03.1979      | машиностроение  | *Пензенская область       | [ ГС 14 ]  |
| 12         | Аншаков Геннадий Петрович             | род. 14.06.1937         | Первый заместитель генерального конструктора Государственного научно-производственного ракетно-космического центра «ЦСКБ-Прогресс» Министерства общего машиностроения СССР, гор. Куйбышев                       | 11.10.1983      | машиностроение  | *Алтайский край           | [ ГС 15 ]  |
| 13         | Атькова Мария Андреевна               | 1921—2010               | Свинарка совхоза «Комсомолец» Кинельского района Куйбышевской области | 22.03.1966      | сельхоз         | Кинельский район          | [ ГС 16 ]  |
| 14         | Барков Николай Семёнович              | 1907 — ????             | Начальник строительно-монтажного управления № 3 сварочно-монтажного треста Министерства газовой промышленности СССР, Куйбышевская область                                                                       | 01.07.1966      | газпром         | Грузия                    |            |
| 15         | Бедный Павел Афанасьевич              | 10.12.1920 — 09.04.1971 | Главный инженер управления треста «Гидроэлектромонтаж» Министерства электростанций СССР, Куйбышевская область                                                                                                   | 09.08.1958      | энергетика      | *Одесская область         | [ ГС 17 ]  |
| 16         | Белянский Александр Александрович     | 30.08.1906 — 26.12.1981 | Директор завода № 18 Народного комиссариата авиационной промышленности СССР, генерал-майор инженерно-авиационной службы, гор. Куйбышев                                                                          | 16.09.1945      | машиностроение  | *Николаевская область     | [ ГС 18 ]  |
| 17         | Блеялкина Мария Андреевна             | 29.07.1905 — 1994       | Кровельщица треста «Металлургстрой» Куйбышевского совнархоза | 17.10.1960      | строительство   | *Тамбовская область       |            |
| 18         | Боков Алексей Сергеевич               | 07.04.1922 — 11.11.2010 | Оператор по добыче нефти и газа нефтегазодобывающего управления «Первомайнефть» объединения «Куйбышевнефть» Министерства нефтяной промышленности СССР, Куйбышевская область                                     | 30.03.1971      | нефтепром       | Кинель-Черкасский район   | [ ГС 19 ]  |
| 19         | Бондарева Клавдия Егоровна            | 22.06.1924 — 02.07.2011 | Комбайнёр колхоза «Прогресс» Большеглушицкого района Куйбышевской области | 08.04.1971      | сельхоз         | Большеглушицкий район     | [ ГС 20 ]  |
| 20         | Бричик Пётр Леонтьевич                | 15.07.1920 — 10.04.1996 | Машинист экскаватора строительно-монтажного управления № 5 треста «Союзпроводмеханизация» Министерства газовой промышленности СССР, Куйбышевская область                                                        | 14.10.1967      | газпром         | *Иркутская область        | [ ГС 21 ]  |
| 21         | Букин Сергей Григорьевич              | 29.06.1918 — 21.05.1998 | Бригадир монтажников Куйбышевского монтажного управления треста «Металлургпрокатмонтаж» Министерства строительства РСФСР                                                                                        | 17.10.1960      | строительство   | *Смоленская область       | [ ГС 22 ]  |
| 22         | Бутаев Пётр Матвеевич                 | 18.08.1925 — 29.01.2002 | Машинист экскаватора управления механизации Куйбышевгидростроя Министерства энергетики и электрификации СССР, Куйбышевская область                                                                              | 29.12.1973      | энергетика      | Ставропольский район      | [ ГС 23 ]  |
| 23         | Бутузов Евгений Иванович              | 24.07.1909 — 08.12.1980 | Директор завода имени Масленникова Министерства машиностроения СССР, гор. Куйбышев | 26.04.1971      | оборонпром      | *Гродненская область      | [ ГС 24 ]  |
| 24         | Быцин Дмитрий Максимович              | 05.09.1924 — 18.02.2003 | Электромеханик Сызранской дистанции сигнализации и связи Куйбышевской железной дороги, Куйбышевская область | 16.01.1974      | транспорт       | *Ульяновская область      | [ ГС 25 ]  |
| 25         | Вавилова Татьяна Ивановна             | 1911 — ????             | Мастер Куйбышевской швейной фабрики № 2 «Красная звезда» Министерства лёгкой промышленности РСФСР | 09.06.1966      | легпром         |                           |            |
| 26         | Васильев Андрей Ефремович             | 1907 — 23.01.1975       | Буровой мастер конторы бурения треста буровых работ № 2 Куйбышевского совнархоза | 19.03.1959      | нефтепром       | *Ставропольский край      | [ ГС 26 ]  |
| 27         | Васильева Васса Марковна              | 1914 — 12.06.1984       | Револьверщица завода имени Масленникова Куйбышевского совнархоза | 07.03.1960      | оборонпром      | *Нижегородская область    | [ ГС 27 ]  |
| 28         | Вахоркин Сергей Семёнович             | 05.09.1909 — 17.11.2011 | Оператор по добыче нефти промысла № 2 нефтепромыслового управления «Ставропольнефть» Куйбышевского совнархоза                                                                                                   | 19.03.1959      | нефтепром       | *Татарстан                | [ ГС 28 ]  |
| 29         | Введенский Михаил Михайлович          | 29.05.1901 — 30.04.1978 | Председатель исполнительного комитета районного Совета депутатов трудящихся Молотовского района Куйбышевской области                                                                                            | 26.02.1948      | госуправление   | *Брянская область         | [ ГС 29 ]  |
| 30         | Весов Семён Григорьевич               | 1908—1987               | Бригадир колхоза «Путь Ленина» Ставропольского района Куйбышевской области | 26.02.1948      | сельхоз         | Ставропольский район      | [ ГС 30 ]  |
| 31         | Ветчинкин Николай Дмитриевич          | 17.12.1917 — 20.11.1992 | Бригадир монтажников треста «Гидромонтаж» Управления строительства «Куйбышевгидрострой» Министерства электростанций СССР                                                                                        | 09.08.1958      | энергетика      | *Белгородская область     | [ ГС 31 ]  |
| 31.000001  | Витальев Виктор Александрович         | 20.09.1915 — 1970       | Бригадир слесарей треста «Спецгидроэнергомонтаж» Министерства электростанций СССР, гор. Ленинград | 09.08.1958      | энергетика      | *Москва                   | [ ГС 32 ]  |
| 32         | Воргодяева Анна Ильинична             | род. 20.04.1950         | Доярка совхоза «Кряж» Волжского района Куйбышевской области | 29.08.1986      | сельхоз         | *Ульяновская область      | [ ГС 33 ]  |
| 33         | Ворожцов Николай Андреевич            | 08.05.1928 — 01.02.2009 | Токарь завода «Прогресс» Министерства общего машиностроения СССР, гор. Куйбышев | 26.07.1979      | машиностроение  | *Кировская область        | [ ГС 34 ]  |
| 34         | Ворфоломеев Дмитрий Павлович          | 10.09.1922 — 09.11.2016 | Токарь-фрезеровщик Куйбышевского авиационного завода Министерства авиационной промышленности СССР | 26.04.1971      | машиностроение  | *Липецкая область         | [ ГС 35 ]  |
| 35         | Вощинин Сергей Акимович               | 05.10.1896 — ????       | Главный агроном районного отдела сельского хозяйства Молотовского района Куйбышевской области | 26.02.1948      | сельхоз         | *Саратовская область      | [ ГС 36 ]  |
| 36         | Глебов Иван Семёнович                 | 13.08.1910 — 25.07.1997 | Строгальщик завода «Прогресс» Министерства общего машиностроения СССР, гор. Куйбышев | 26.07.1966      | машиностроение  | *Алтайский край           | [ ГС 37 ]  |
| 37         | Глотов Иван Егорович                  | 24.05.1926 — 25.10.1990 | Токарь Куйбышевского завода «Экран» Министерства радиопромышленности СССР | 26.04.1971      | радиопром       | Борский район             | [ ГС 38 ]  |
| 38         | Голов Владимир Степанович             | 29.10.1927 — 07.07.2003 | Старший осмотрщик вагонного депо Кинель Куйбышевской железной дороги, Куйбышевская область | 04.05.1971      | транспорт       |                           | [ ГС 39 ]  |
| 39         | Головин Михаил Тимофеевич             | 23.06.1928 — 17.02.2011 | Механизатор колхоза «Заря» Ставропольского района Куйбышевской области | 06.06.1984      | сельхоз         | Ставропольский район      | [ ГС 40 ]  |
| 40         | Гришаева Лидия Максимовна             | 26.07.1915 — 28.07.1998 | Заведующая отделением центральной больницы имени Н. А. Семашко, гор. Куйбышев | 04.02.1969      | здравоохранение | *Курская область          | [ ГС 41 ]  |
| 41         | Давыдова Нина Ивановна                | род. 01.03.1932         | Старший мастер Куйбышевского моторостроительного завода имени М. В. Фрунзе Министерства авиационной промышленности СССР                                                                                         | 08.09.1975      | машиностроение  | *Белгородская область     | [ ГС 42 ]  |
| 42         | Даркаева Прасковья Алексеевна         | 17.05.1922 — 21.03.2008 | Доярка племенного завода «Канаш» Шенталинского района Куйбышевской области | 22.03.1966      | сельхоз         | *Татарстан                | [ ГС 43 ]  |
| 43         | Демихов Василий Александрович         | 07.12.1926 — 09.10.2011 | Бригадир тракторной бригады совхоза «Украинский» Большечерниговского района Куйбышевской области | 23.06.1966      | сельхоз         | Большечерниговский район  | [ ГС 44 ]  |
| 44         | Детин Степан Иванович                 | 20.05.1899 — 02.10.1947 | Бывший заведующий районным отделом сельского хозяйства Молотовского района Куйбышевской области | 26.02.1948      | сельхоз         | Красноармейский район     | [ ГС 45 ]  |
| 45         | Долгова Вера Андреевна                | 27.09.1911 — 09.06.1999 | Звеньевая колхоза имени К. Цеткин Кошкинского района Куйбышевской области | 26.02.1948      | сельхоз         | Кошкинский район          | [ ГС 46 ]  |
| 46         | Долгова Ксения Ивановна               | 14.01.1913 — 02.11.1984 | Звеньевая колхоза имени К. Цеткин Кошкинского района Куйбышевской области | 26.02.1948      | сельхоз         | Кошкинский район          | [ ГС 47 ]  |
| 47         | Досаев Пётр Алексеевич                | 28.06.1923 — 22.04.1986 | Бульдозерист на строительстве Куйбышевской ГЭС | 09.08.1958      | энергетика      | Ставропольский район      | [ ГС 48 ]  |
| 48         | Евец Михаил Юрьевич                   | 07.05.1906 — 18.04.1987 | Экскаваторщик строительно-монтажного управления правого берега Куйбышевгидростроя Министерства электростанций СССР, Куйбышевская область                                                                        | 09.08.1958      | энергетика      | *Гродненская область      | [ ГС 49 ]  |
| 49         | Егоров Михаил Николаевич              | 13.01.1918 — 24.11.1999 | Старший мастер Сызранской ТЭЦ Куйбышевэнерго Министерства энергетики и электрификации СССР, Куйбышевская область                                                                                                | 04.10.1966      | энергетика      | *Ярославская область      | [ ГС 50 ]  |
| 50         | Егорова Анна Алексеевна               | род. 05.02.1925         | Бригадир совхоза «Кряж» Волжского района Куйбышевской области | 08.04.1971      | сельхоз         | *Костромская область      | [ ГС 51 ]  |
| 51         | Езерский Евгений Васильевич           | 14.01.1934 — 18.12.2004 | Зуборезчик Сызранского завода тяжёлого машиностроения Министерства тяжёлого, энергетического и транспортного машиностроения СССР, Куйбышевская область                                                          | 03.01.1974      | машиностроение  | *Калужская область        | [ ГС 52 ]  |
| 52         | Емельянов Вадим Николаевич            | 20.07.1937 — 23.02.2000 | Бригадир кузнецов Куйбышевского металлургического завода имени В. И. Ленина Министерства авиационной промышленности СССР                                                                                        | 26.07.1985      | машиностроение  | *Псковская область        | [ ГС 53 ]  |
| 53         | Ерошевский Тихон Иванович             | 26.02.1902 — 22.07.1984 | Заведующий кафедрой глазных болезней Куйбышевского медицинского института, член-корреспондент Академии медицинских наук СССР                                                                                    | 05.07.1972      | наука           | Приволжский район         | [ ГС 54 ]  |
| 54         | Ефремов Иван Никитович                | 02.06.1931 — 14.04.2006 | Бригадир каменщиков управления строительства «Химэнергострой» Куйбышевгидростроя Министерства энергетики и электрификации СССР, Куйбышевская область                                                            | 17.05.1977      | энергетика      | *Рязанская область        | [ ГС 55 ]  |
| 55         | Жданов Семён Митрофанович             | 01.09.1916 — ??.03.1994 | Председатель колхоза «Победа» Ставропольского района Куйбышевской области | 23.06.1966      | сельхоз         | *Воронежская область      | [ ГС 56 ]  |
| 56         | Жезлов Михаил Сергеевич               | 18.01.1898 — 10.09.1960 | Директор авиамоторного завода № 24, Куйбышевская область | 16.09.1945      | машиностроение  | *Ростовская область       | [ ГС 57 ]  |
| 57         | Житков Анатолий Анатольевич           | 10.04.1913 — 09.11.1997 | Генеральный директор Волжского объединения по производству легковых автомобилей Министерства автомобильной промышленности СССР, Куйбышевская область                                                            | 31.03.1981      | машиностроение  | *Москва                   | [ ГС 58 ]  |
| 58         | Жмакин Фёдор Григорьевич              | 16.02.1930 — 26.08.2020 | Токарь завода «Прогресс» Министерства общего машиностроения СССР, гор. Куйбышев | 16.01.1974      | машиностроение  | *Мордовия                 | [ ГС 59 ]  |
| 59         | Зарубина Раиса Михайловна             | 29.10.1942 — 04.04.2019 | Сборщица производственного объединения «Завод имени Масленникова» Министерства машиностроения СССР, гор. Куйбышев                                                                                               | 08.12.1986      | оборонпром      | *Оренбургская область     | [ ГС 60 ]  |
| 60         | Земец Виктор Петрович                 | 17.04.1917 — 02.08.1992 | Директор Куйбышевского авиационного завода Министерства авиационной промышленности СССР | 26.03.1979      | машиностроение  | *Харьковская область      | [ ГС 61 ]  |
| 61         | Зенков Николай Трофимович             | 16.02.1927 — 09.01.1998 | Бригадир комплексной бригады управления «Автозаводстрой» Куйбышевгидростроя Министерства энергетики и электрификации СССР, Куйбышевская область                                                                 | 29.12.1973      | энергетика      | Красноармейский район     | [ ГС 62 ]  |
| 62         | Зинина Клавдия Васильевна             | род. 11.12.1929         | Свинарка совхоза «Пионер» Шигонского района Куйбышевской области | 08.04.1971      | сельхоз         | *Пензенская область       | [ ГС 63 ]  |
| 63         | Зыбанов Николай Фёдорович             | 14.01.1927 — 20.01.1997 | Тракторист совхоза «Рабочий» Кинель-Черкасского района Куйбышевской области | 08.04.1971      | сельхоз         | Кинель-Черкасский район   | [ ГС 64 ]  |
| 64         | Зюзько Лаврентий Антонович            | 1913—1982               | Председатель колхоза имени Шевченко Куйбышевского района Куйбышевской области | 26.02.1948      | сельхоз         | *Брянская область         | [ ГС 65 ]  |
| 65         | Иванов Николай Васильевич             | 06.12.1921 — 12.02.1974 | Бригадир тракторной бригады Кротовской МТС Куйбышевского района Куйбышевской области | 26.02.1948      | сельхоз         | Кинель-Черкасский район   | [ ГС 66 ]  |
| 66         | Ивашина Прасковья Николаевна          | 1916 — ????             | Телятница колхоза имени Жданова Сызранского района Куйбышевской области | 22.03.1966      | сельхоз         | *Ульяновская область      | [ ГС 67 ]  |
| 67         | Иващенко Николай Минович              | 1908—1964               | Бригадир колхоза имени Шевченко Куйбышевского района Куйбышевской области | 26.02.1948      | сельхоз         | *Брянская область         | [ ГС 68 ]  |
| 68         | Игнатьев Георгий Михайлович           | 1907—1973               | Шофёр строительно-монтажного управления левого берега Куйбышевгидростроя Министерства электростанций СССР | 09.08.1958      | энергетика      | *Владимирская область     | [ ГС 69 ]  |
| 69         | Измайлова (Тимофеева) Вера Трофимовна | 1930—1985               | Свинарка совхоза «Чапаевский» Чапаевского района Куйбышевской области | 21.11.1958      | сельхоз         | Шенталинский район        | [ ГС 70 ]  |
| 70         | Каданников Владимир Васильевич        | 03.09.1941 — 03.06.2021 | Генеральный директор Волжского объединения по производству легковых автомобилей (АвтоВАЗ) Министерства автомобильного и сельскохозяйственного машиностроения СССР, Куйбышевская область                         | 30.04.1991      | машиностроение  | *Нижегородская область    | [ ГС 71 ]  |
| 71         | Казаков Николай Иванович              | род. 1943               | Слесарь механосборочных работ завода «Прогресс» имени Маршала Советского Союза Д. Ф. Устинова Министерства общего машиностроения СССР, гор. Куйбышев                                                            | 30.12.1990      | машиностроение  | *Оренбургская область     | [ ГС 72 ]  |
| 72         | Караваев Павел Титович                | 1909 — 05.08.1992       | Первый секретарь Больше-Глушицкого райкома КПСС, Куйбышевская область | 21.11.1958      | госуправление   | Алексеевский район        | [ ГС 73 ]  |
| 73         | Касьянов Александр Николаевич         | 15.11.1888 — 16.03.1981 | Главный пивовар Жигулёвского пивоваренного комбината Министерства пищевой промышленности РСФСР, гор. Куйбышев                                                                                                   | 21.07.1966      | пищепром        | *Кировская область        | [ ГС 74 ]  |
| 74         | Каштанова Анна Ивановна               | 11.10.1924 — 05.10.2010 | Доярка совхоза «Красноярский» Красноярского района Куйбышевской области | 08.04.1971      | сельхоз         | Красноярский район        | [ ГС 75 ]  |
| 75         | Кириченко Иван Егорович               | 06.03.1930 — 28.04.2009 | Бригадир механизированной колонны строительного управления № 1 треста «Востокнефтепроводстрой» Министерства газовой промышленности СССР, Куйбышевская область                                                   | 30.03.1971      | газпром         | Кинель-Черкасский район   | [ ГС 76 ]  |
| 76         | Кирсанов Фёдор Николаевич             | 1914 — ????             | Старший конюх колхоза имени Кирова Петровского района Куйбышевской области | 05.07.1949      | сельхоз         |                           |            |
| 77         | Клеймёнов Семён Васильевич            | род. 26.04.1934         | Наладчик Волжского автомобильного завода имени 50-летия СССР Министерства автомобильной промышленности СССР, Куйбышевская область                                                                               | 29.12.1973      | машиностроение  | *Тамбовская область       | [ ГС 77 ]  |
| 78         | Клементьев Василий Михайлович         | 25.03.1913 — 10.06.1984 | Экскаваторщик производственного строительно-монтажного объединения «Куйбышевгидрострой» Министерства электростанций СССР, Куйбышевская область                                                                  | 09.08.1958      | энергетика      | Ставропольский район      | [ ГС 78 ]  |
| 79         | Климашин Фёдор Степанович             | 20.06.1930 — 21.08.2005 | Бригадир совхоза «Мирный» Приволжского района Куйбышевской области | 07.12.1973      | сельхоз         | Безенчукский район        | [ ГС 79 ]  |
| 80         | Коваль Нестер Антонович               | 1909 — 12.03.1994       | Бурильщик конторы бурения нефтепромыслового управления «Чапаевскнефть» Куйбышевского совнархоза | 19.03.1959      | нефтепром       | *Хмельницкая область      | [ ГС 80 ]  |
| 81         | Колесов Виктор Семёнович              | 01.05.1928 — 17.03.2004 | Старший аппаратчик Куйбышевского завода синтетического каучука Министерства нефтеперерабатывающей и нефтедобывающей промышленности СССР                                                                         | 28.05.1966      | нефтепром       | *Саратовская область      | [ ГС 81 ]  |
| 82         | Колосовский Пётр Михайлович           | 1904—1958               | Секретарь районного комитета ВКП(б) Молотовского района Куйбышевской области | 26.02.1948      | госуправление   | *Могилёвская область      | [ ГС 82 ]  |
| 83         | Комзин Иван Васильевич                | 29.06.1905 — 27.03.1983 | Начальник управления строительства «Куйбышевгидрострой» Министерства электростанций СССР, гор. Ставрополь Куйбышевской области                                                                                  | 09.08.1958      | энергетика      | *Смоленская область       | [ ГС 83 ]  |
| 84         | Константинов Иван Кузьмич             | 17.05.1926 — 19.07.1995 | Наладчик Четвёртого государственного подшипникового завода Министерства автомобильной промышленности СССР, гор. Куйбышев                                                                                        | 05.04.1971      | машиностроение  | Большеглушицкий район     | [ ГС 84 ]  |
| 85         | Коркина Евгения Афанасьевна           | 20.08.1923 — 24.04.2017 | Птичница Жигулёвской птицефабрики Волжского района Куйбышевской области | 22.03.1966      | сельхоз         | Елховский район           | [ ГС 85 ]  |
| 86         | Кормин Василий Степанович             | 07.02.1911 — 12.07.1994 | Машинист крана производственного строительно-монтажного объединения «Куйбышевгидрострой» Министерства электростанций СССР, Куйбышевская область                                                                 | 09.08.1958      | энергетика      | *Ярославская область      | [ ГС 86 ]  |
| 87         | Кривошеев Василий Михайлович          | 1908 — ????             | Фрезеровщик 4-го Государственного подшипникового завода Министерства автомобильной промышленности СССР, гор. Куйбышев                                                                                           | 22.08.1966      | машиностроение  | *Ставропольский край      | [ ГС 87 ]  |
| 88         | Кудинов Иван Павлович                 | 06.06.1922 — 1990       | Фрезеровщик Куйбышевского моторостроительного завода имени М. В. Фрунзе Министерства авиационной промышленности СССР                                                                                            | 26.04.1971      | машиностроение  | *Тульская область         | [ ГС 88 ]  |
| 89         | Кузнецов Владимир Ильич               | 16.07.1933 — 12.10.2003 | Слесарь Волжского автомобильного завода имени 50-летия СССР Министерства автомобильной промышленности СССР, Куйбышевская область                                                                                | 29.12.1973      | машиностроение  | *Ульяновская область      | [ ГС 89 ]  |
| 90         | Кузнецов Сергей Иванович              | 19.09.1923 — 24.09.1993 | Электромеханик завода № 1 Куйбышевского совнархоза | 17.06.1961      | машиностроение  | *Татарстан                | [ ГС 90 ]  |
| 91         | Куликов Николай Иванович              | 1915—1994               | Тракторист-машинист совхоза «Майский» Пестравского района Куйбышевской области | 07.12.1973      | сельхоз         | Пестравский район         | [ ГС 91 ]  |
| 92         | Курбатов Александр Васильевич         | 03.11.1928 — 10.01.2021 | Директор производственного объединения «Завод имени Масленникова» Министерства машиностроения СССР, гор. Куйбышев                                                                                               | 08.12.1986      | оборонпром      | Самара                    | [ ГС 92 ]  |
| 93         | Кыхалов Яков Платонович               | 19.01.1918 — 1993       | Главный зоотехник совхоза «Черновский» Волжского района Куйбышевской области | 10.03.1976      | сельхоз         | Челно-Вершинский район    | [ ГС 93 ]  |
| 94         | Ланкин Виктор Михайлович              | 08.11.1939 — 08.07.2020 | Чабан совхоза «Майский» Пестравского района Куйбышевской области | 21.12.1983      | сельхоз         | Пестравский район         | [ ГС 94 ]  |
| 95         | Лебедев Александр Илларионович        | 21.07.1929 — 10.02.2006 | Начальник земснаряда треста «Гидромеханизация» на строительстве Куйбышевской ГЭС | 09.08.1958      | энергетика      | *Белгородская область     | [ ГС 95 ]  |
| 96         | Левикова Екатерина Георгиевна         | 22.11.1918 — 05.06.1987 | Бригадир свиноводческого совхоза «Канаш» Министерства совхозов СССР, Шенталинский район Куйбышевской области | 03.12.1949      | сельхоз         | Челно-Вершинский район    | [ ГС 96 ]  |
| 97         | Лохин Иван Павлович                   | 23.09.1926 — 05.07.2007 | Старший оператор Новокуйбышевского нефтеперерабатывающего комбината Министерства нефтеперерабатывающей и нефтехимической промышленности СССР, Куйбышевская область                                              | 28.05.1966      | нефтепром       | *Пензенская область       | [ ГС 97 ]  |
| 98         | Лукачёв Виктор Павлович               | 04.04.1920 — 30.09.1988 | Ректор Куйбышевского авиационного института имени академика С. П. Королёва | 01.04.1987      | наука           | *Донецкая область         | [ ГС 98 ]  |
| 99         | Любаев Константин Иванович            | 17.03.1921 — 23.08.2001 | Бригадир плавильщиков Металлургического завода имени В. И. Ленина Куйбышевского совнархоза | 17.10.1960      | металлургия     | Волжский район            | [ ГС 99 ]  |
| 100        | Лямин Василий Фёдорович               | 28.12.1928 — 30.05.2011 | Машинист экскаватора управления механизации производственной строительно-монтажной организации «Куйбышевгидрострой» Министерства электростанций СССР                                                            | 09.08.1958      | энергетика      | *Удмуртия                 | [ ГС 100 ] |
| 101        | Макаров Николай Михайлович            | 08.12.1917 — 10.1984    | Председатель колхоза «Правда» Ставропольского района Куйбышевской области | 07.12.1973      | сельхоз         |                           | [ ГС 101 ] |
| 102        | Малина Василий Прокофьевич            | 13.01.1924 — 26.02.1996 | Бригадир сборщиков завода «Прогресс» Министерства общего машиностроения СССР, гор. Куйбышев | 26.07.1966      | машиностроение  | *Сумская область          | [ ГС 102 ] |
| 103        | Малолеткова Татьяна Михайловна        | 12.01.1914 — 20.05.1997 | Доярка совхоза «Канаш» Шенталинского района Куйбышевской области | 21.11.1958      | сельхоз         | *Татарстан                | [ ГС 103 ] |
| 104        | Малыхин Василий Михайлович            | род. 20.08.1935         | Наладчик Волжского автомобильного завода имени 50-летия СССР Министерства автомобильной промышленности СССР, Куйбышевская область                                                                               | 29.12.1973      | машиностроение  | *Курская область          | [ ГС 104 ] |
| 105        | Малышев Николай Александрович???      | 06.12.1911 — 13.03.2005 | Главный инженер проекта Куйбышевской гидроэлектростанции Всесоюзного проектно-изыскательского и научно-исследовательского института «Гидропроект» имени С. Я. Жука, гор. Москва                                 | 09.08.1958      | энергетика      | *Нижегородская область    | [ ГС 105 ] |
| 106        | Мальцева Зоя Георгиевна               | 1912 — 07.1989          | Председатель исполкома Пестравского районного Совета депутатов трудящихся Куйбышевской области | 21.11.1958      | госуправление   | Большечерниговский район  | [ ГС 106 ] |
| 107        | Мануйлов Николай Данилович            | 29.05.1927 — 24.05.1987 | Монтажник Куйбышевгидростроя Министерства электростанций СССР, Куйбышевская область | 09.08.1958      | энергетика      | *Краснодарский край       | [ ГС 107 ] |
| 108        | Маркелов Владимир Анатольевич         | род. 03.06.1947         | Бригадир слесарей Волжского автомобильного завода имени 50-летия СССР производственного объединения (АвтоВАЗ) Министерства автомобильного и сельскохозяйственного машиностроения СССР, Куйбышевская область     | 30.04.1991      | машиностроение  | *Оренбургская область     | [ ГС 108 ] |
| 109        | Марьясов Владимир Борисович           | 14.07.1922 — 14.01.1994 | Бригадир электромонтажников управления строительства Куйбышевгидростроя Министерства электростанций СССР, Куйбышевская область                                                                                  | 09.08.1958      | энергетика      | *Красноярский край        | [ ГС 109 ] |
| 110        | Мачнев Пётр Прокопьевич               | 04.06.1928 — 07.05.2010 | Бригадир каменщиков строительно-монтажного треста № 11 Министерства промышленного строительства СССР, гор. Куйбышев                                                                                             | 05.04.1971      | строительство   | *Воронежская область      | [ ГС 110 ] |
| 111        | Мелехин Виктор Михайлович             | род. 1928               | Электромонтёр контактной сети Куйбышевского участка энергоснабжения Куйбышевской железной дороги, Куйбышевская область                                                                                          | 04.08.1966      | транспорт       |                           |            |
| 112        | Меркулова (Даниленко) Нина Степановна | 21.05.1926 — 30.07.1996 | Звеньевая колхоза имени Шевченко Куйбышевского района Куйбышевской области | 26.02.1948      | сельхоз         | *Кинельский район         | [ ГС 111 ] |
| 113        | Мизгирёва Варвара Кузьминична         | 02.02.1927 — 26.07.2006 | Фрезеровщица завода «Прогресс» Министерства общего машиностроения СССР, гор. Куйбышев | 26.04.1971      | машиностроение  | *Татарстан                | [ ГС 112 ] |
| 113.000002 | Милеант Сергей Сергеевич              | 22.04.1926 — 1979       | Водолаз треста «Севзапморгидрострой» на строительстве Куйбышевской ГЭС, гор. Ленинград | 09.08.1958      | энергетика      | *Санкт-Петербург          | [ ГС 113 ] |
| 114        | Михайлов Алексей Михайлович           | 1925 — ????             | Машинист бульдозера строительного управления № 830 треста «Куйбышевдорстрой» Министерства транспортного строительства СССР, Куйбышевская область                                                                | 07.05.1971      | строительство   | *Орловская область        | [ ГС 114 ] |
| 115        | Можайский Александр Сергеевич         | 09.01.1922 — 28.04.2012 | Начальник 2-го Куйбышевского монтажного управления треста «Нефтехиммонтаж» Министерства монтажных и специальных строительных работ СССР, Куйбышевская область                                                   | 07.05.1971      | строительство   | *Липецкая область         | [ ГС 115 ] |
| 116        | Морозов Александр Максимович          | 10.04.1923 — 26.04.2003 | Первый секретарь Ставропольского райкома КПСС, Куйбышевская область | 23.06.1966      | госуправление   | Камышлинский район        | [ ГС 116 ] |
| 117        | Мочалов Павел Петрович                | 07.07.1909 — 16.01.1988 | Директор Куйбышевского металлургического завода имени В. И. Ленина Министерства авиационной промышленности СССР                                                                                                 | 26.04.1971      | машиностроение  | *Киевская область         | [ ГС 117 ] |
| 118        | Мочальников Николай Иванович          | 25.12.1925 — 15.06.2001 | Буровой мастер управления буровых работ № 2 объединения «Куйбышевнефть» Министерства нефтяной промышленности СССР, Куйбышевская область                                                                         | 30.03.1971      | нефтепром       |                           | [ ГС 118 ] |
| 119        | Мудров Пётр Алексеевич                | 20.03.1920 — 21.04.2006 | Моторист завода № 24 имени М. В. Фрунзе Министерства авиационной промышленности СССР, гор. Куйбышев | 22.07.1966      | машиностроение  | *Воронежская область      | [ ГС 119 ] |
| 120        | Мурысев Александр Сергеевич           | 09.09.1915 — 13.11.1962 | Бывший секретарь партийного комитета управления строительства «Куйбышевгидрострой», ныне второй секретарь Куйбышевского обкома КПСС                                                                             | 09.08.1958      | энергетика      | *Гомельская область       | [ ГС 120 ] |
| 121        | Мустафинов Ахмед Нюрмухамедович       | 25.05.1904 — 22.10.1963 | Главный геолог объединения «Куйбышевнефть» Министерства нефтяной промышленности восточных районов СССР, Куйбышевская область                                                                                    | 08.05.1948      | нефтепром       | *Мордовия                 | [ ГС 121 ] |
| 122        | Мухаметдинов Шамиль Галиахметович     | 02.11.1924 — 28.02.2015 | Старший аппаратчик Чапаевского завода химических удобрений Министерства химической промышленности СССР, Куйбышевская область                                                                                    | 20.04.1971      | химпром         | *Башкортостан             | [ ГС 122 ] |
| 123        | Мухин Николай Данилович               | 1927 — 29.09.1991       | Буровой мастер конторы разведочного бурения № 1 треста «Куйбышевнефтеразведка» объединения «Куйбышевнефть» Министерства нефтедобывающей промышленности СССР, Куйбышевская область                               | 23.05.1966      | нефтепром       | *Самарская область        | [ ГС 123 ] |
| 124        | Некипелов Алексей Константинович      | 01.06.1927 — 03.05.2019 | Бригадир тракторной бригады колхоза имени XVIII партсъезда Колдыбанского района Куйбышевской области | 21.11.1958      | сельхоз         | Красноармейский район     | [ ГС 124 ] |
| 125        | Немасев Сергей Егорович               | 25.09.1928 — 16.01.2006 | Машинист портального крана управления на строительстве Куйбышевской ГЭС | 09.08.1958      | энергетика      | *Татарстан                | [ ГС 125 ] |
| 126        | Нечаев Николай Петрович               | 1912 — ????             | Директор свиноводческого совхоза «Канаш» Министерства совхозов СССР, Шенталинский район Куйбышевской области | 03.12.1949      | сельхоз         | Тольятти                  | [ ГС 126 ] |
| 126.000003 | Никифоров Иван Васильевич             | 13.05.1905 — 1977       | Начальник монтажного управления треста «Спецгидроэнергомонтаж» Министерства электростанций СССР, гор. Ленинград                                                                                                 | 09.08.1958      | энергетика      | *Ленинградская область    | [ ГС 127 ] |
| 127        | Николаев Евгений Семёнович            | 07.03.1926 — 20.06.1980 | Токарь Куйбышевского агрегатного завода Министерства авиационной промышленности СССР | 26.04.1971      | машиностроение  | *Ульяновская область      | [ ГС 128 ] |
| 128        | Новиков Андрей Лаврентьевич           | 09.07.1926 — 05.10.2017 | Бригадир комплексной бригады опытного завода строительных материалов и конструкций Министерства энергетики и электрификации СССР, Куйбышевская область                                                          | 29.12.1973      | энергетика      | *Оренбургская область     | [ ГС 129 ] |
| 129        | Носков Сергей Егорович                | 25.10.1913 — 28.01.1980 | Бригадир комплексной бригады штукатуров треста № 11 Куйбышевского совнархоза | 09.08.1958      | строительство   | *Кировская область        | [ ГС 130 ] |
| 130        | Оводенко Максим Борисович             | род. 11.08.1930         | Генеральный директор Куйбышевского металлургического производственного объединения имени В. И. Ленина Министерства авиационной промышленности СССР                                                              | 15.08.1990      | машиностроение  | *Черкасская область       | [ ГС 131 ] |
| 131        | Орлов Владимир Павлович               | 16.08.1921 — 04.04.1999 | Первый секретарь Куйбышевского обкома КПСС | 23.12.1976      | госуправление   | *Калужская область        | [ ГС 132 ] |
| 132        | Осипов Василий Тимофеевич             | 10.01.1906 — 19.06.1984 | Начальник военного отдела службы движения Куйбышевской железной дороги | 05.11.1943      | транспорт       | *Пензенская область       | [ ГС 133 ] |
| 133        | Осокин Иван Лаврентьевич              | 1905—1988               | Управляющий фермой свиноводческого совхоза «Канаш» Министерства совхозов СССР, Шенталинский район Куйбышевской области                                                                                          | 03.12.1949      | сельхоз         | Хворостянский район       | [ ГС 134 ] |
| 134        | Охремчик Аркадий Васильевич           | 03.03.1907 — 30.08.1981 | Начальник Куйбышевской железной дороги, Куйбышевская область | 01.08.1959      | транспорт       | *Брестская область        | [ ГС 135 ] |
| 135        | Панарин Анатолий Иванович             | род. 30.11.1939         | Звеньевой совхоза имени Фрунзе Большеглушицкого района Куйбышевской области | 23.12.1976      | сельхоз         | Большеглушицкий район     | [ ГС 136 ] |
| 136        | Панин Степан Ильич                    | 1910—1985               | Председатель колхоза имени Ленина Сызранского района Куйбышевской области | 22.03.1966      | сельхоз         | Шигонский район           | [ ГС 137 ] |
| 137        | Пенин Николай Никифорович             | 19.01.1920 — 03.11.1990 | Тракторист-машинист совхоза имени Ленина Красноармейского района Куйбышевской области | 07.12.1973      | сельхоз         | Волжский район            | [ ГС 138 ] |
| 138        | Петров Виктор Иванович                | 25.11.1936 — 31.07.1993 | Токарь завода «Прогресс» Министерства общего машиностроения СССР, гор. Куйбышев | 27.10.1976      | машиностроение  | Кинельский район          | [ ГС 139 ] |
| 139        | Погодин Михаил Андреевич              | 1916 — 18.04.1984       | Старший машинист локомотивного депо Куйбышев Куйбышевской железной дороги, Куйбышевская область | 01.08.1959      | транспорт       | Самара                    | [ ГС 140 ] |
| 140        | Полевой Андрей Иванович               | 14.10.1915 — 01.01.2001 | Бригадир монтажников треста «Гидромонтаж» управления «Куйбышевгидрострой», Куйбышевская область | 09.08.1958      | энергетика      | *Псковская область        | [ ГС 141 ] |
| 141        | Полубаров Михаил Алексеевич           | 1923 — 01.09.1990       | Строгальщик Чапаевского механического завода Министерства машиностроения СССР, Куйбышевская область | 26.04.1971      | машиностроение  | *Пензенская область       | [ ГС 142 ] |
| 142        | Поляков Виктор Николаевич             | 03.03.1915 — 01.06.2004 | Генеральный директор Волжского автомобильного завода Министерства автомобильной промышленности СССР, Куйбышевская область                                                                                       | 05.04.1971      | машиностроение  | *Томская область          | [ ГС 143 ] |
| 143        | Попков Юрий Александрович             | род. 1934               | Бригадир электромонтажников электромонтажного поезда № 702 треста «Трансэлектромонтаж» Министерства транспортного строительства СССР, Куйбышевская область                                                      | 02.06.1962      | строительство   | *Омская область           | [ ГС 144 ] |
| 144        | Попов Николай Петрович                | 02.01.1928 — 13.06.1989 | Председатель колхоза имени Ленина Большечерниговского района Куйбышевской области | 08.04.1971      | сельхоз         | Большечерниговский район  | [ ГС 145 ] |
| 145        | Похлёбкин Николай Иванович            | 17.12.1924 — 13.03.2022 | Бригадир комплексной бригады управления «Промстрой № 2» Куйбышевгидростроя Министерства энергетики и электрификации СССР, Куйбышевская область                                                                  | 29.12.1973      | энергетика      | *Татарстан                | [ ГС 146 ] |
| 146        | Прохоренко Дмитрий Фёдорович          | 03.11.1906 — 11.01.1977 | Начальник участка управления строительства Куйбышевгидрострой Министерства электростанций СССР, Куйбышевская область                                                                                            | 09.08.1958      | энергетика      | *Черкасская область       | [ ГС 147 ] |
| 147        | Пугин Михаил Васильевич               | 14.10.1908 — 28.09.1975 | Старший ветеринарный врач свиноводческого совхоза «Канаш» Министерства совхозов СССР, Шенталинский район Куйбышевской области                                                                                   | 03.12.1949      | сельхоз         | *Архангельская область    | [ ГС 148 ] |
| 148        | Разин Николай Васильевич              | 09.05.1904 — 31.07.1983 | Главный инженер Куйбышевгидростроя на строительстве Куйбышевской ГЭС | 09.08.1958      | энергетика      | *Вологодская область      | [ ГС 149 ] |
| 149        | Редин Семён Афанасьевич               | 1915 — 06.06.1998       | Старший зоотехник свиноводческого совхоза «Канаш» Министерства совхозов СССР, Шенталинский район Куйбышевской области                                                                                           | 03.12.1949      | сельхоз         | *Пензенская область       | [ ГС 150 ] |
| 150        | Ремигайло Иван Викторович             | 22.05.1929 — 30.08.2011 | Бригадир комплексной бригады автоуправления Куйбышевгидростроя Министерства энергетики и электрификации СССР, Куйбышевская область                                                                              | 29.12.1973      | энергетика      | *Луганская область        | [ ГС 151 ] |
| 151        | Робустов Геннадий Васильевич          | 09.03.1929 — 15.01.2005 | Бригадир комплексной бригады управления «Автозаводстрой» Куйбышевгидростроя Министерства энергетики и электрификации СССР, Куйбышевская область                                                                 | 29.12.1973      | энергетика      | *Пензенская область       | [ ГС 152 ] |
| 152        | Рогожинский Фёдор Фёдорович           | 1909—1971               | Начальник партии структурно-поискового бурения геологоразведочной конторы треста «Куйбышевнефтеразведка» Куйбышевского совнархоза                                                                               | 19.03.1959      | геология        | *Оренбургская область     | [ ГС 153 ] |
| 153        | Рудаков Николай Петрович              | 1919 — 24.05.1990       | Директор Четвёртого государственного подшипникового завода Министерства автомобильной промышленности СССР, гор. Куйбышев                                                                                        | 11.03.1976      | машиностроение  | *Брянская область         | [ ГС 154 ] |
| 154        | Русинов Иван Сергеевич                | 25.09.1925 — 1982       | Мастер Куйбышевского химического завода Министерства химической промышленности СССР | 15.01.1974      | химпром         | *Свердловская область     | [ ГС 155 ] |
| 155        | Сабирзянов Абдула Сабирзянович        | 26.10.1900 — 24.02.1973 | Буровой мастер треста «Ставропольнефть» объединения «Куйбышевнефть» Министерства нефтяной промышленности восточных районов СССР, Куйбышевская область                                                           | 08.05.1948      | нефтепром       | *Татарстан                | [ ГС 156 ] |
| 156        | Савин Николай Петрович                | 04.09.1927 — 21.06.2001 | Бригадир совхоза «Приволжье» Приволжского района Куйбышевской области | 07.12.1973      | сельхоз         | Безенчукский район        | [ ГС 157 ] |
| 157        | Савинова Валентина Никифоровна        | 08.02.1937 — 22.02.1996 | Бригадир отделочников строительного управления № 92 Жилстроя № 3 Куйбышевгидростроя Министерства энергетики и электрификации СССР, гор. Тольятти Куйбышевской области                                           | 20.04.1971      | энергетика      | Ставропольский район      | [ ГС 158 ] |
| 158        | Сайгак Владимир Михайлович            | 31.10.1938 — 13.08.1996 | Заместитель начальника — генеральный конструктор Центрального специализированного конструкторского бюро Министерства общего машиностроения СССР, гор. Куйбышев                                                  | 01.10.1985      | машиностроение  | *Днепропетровская область | [ ГС 159 ] |
| 159        | Салдаев Михаил Иванович               | 1900—1979               | Председатель колхоза имени Ленина Волжского района Куйбышевской области | 21.11.1958      | сельхоз         | Волжский район            | [ ГС 160 ] |
| 160        | Святкин Василий Иванович              | 29.05.1916 — 27.05.1998 | Комбайнёр колхоза «Болышекаменский» Красноярского района Куйбышевской области | 19.04.1967      | сельхоз         | Красноярский район        | [ ГС 161 ] |
| 161        | Семизоров Николай Фёдорович           | 07.01.1924 — 07.09.1999 | Начальник Куйбышевгидростроя Министерства энергетики и электрификации СССР, Куйбышевская область | 20.04.1971      | энергетика      | *Ростовская область       | [ ГС 162 ] |
| 162        | Сермягин Валентин Романович           | 05.10.1930 — 04.05.2018 | Токарь-расточник Волжского завода цементного машиностроения Министерства строительного, дорожного и коммунального машиностроения СССР, Куйбышевская область                                                     | 23.07.1966      | машиностроение  | *Татарстан                | [ ГС 163 ] |
| 163        | Сиверская Любовь Стефановна           | 13.06.1925 — 31.01.2020 | Бригадир изолировщиков управления «Промстрой» № 2 Куйбышевгидростроя Министерства энергетики и электрификации СССР, Куйбышевская область                                                                        | 29.12.1973      | энергетика      | *Хмельницкая область      | [ ГС 164 ] |
| 164        | Сивухина Ольга Васильевна             | 1895 — 20.08.1967       | Председатель колхоза имени Кирова Петровского района Куйбышевской области | 05.07.1949      | сельхоз         | *Архангельская область    | [ ГС 165 ] |
| 165        | Смирнов Кирилл Иванович               | 09.05.1907 — 16.04.1985 | Начальник и главный инженер строительно-монтажного управления «Куйбышевгидрострой» Министерства электростанций СССР, Куйбышевская область                                                                       | 09.08.1958      | энергетика      | *Нижегородская область    | [ ГС 166 ] |
| 166        | Смирнов Николай Степанович            | 1908 — ????             | Бригадир колхоза «Искра» Ставропольского района Куйбышевской области | 26.02.1948      | сельхоз         | *Марий Эл                 |            |
| 167        | Смородинова Анастасия Андреевна       | 1901—1981               | Бригадир полеводческой бригады колхоза имени Сталина Борского района Куйбышевской области | 21.11.1958      | сельхоз         | Борский район             | [ ГС 167 ] |
| 168        | Солдатенков Александр Михайлович      | 14.01.1927 — 11.08.2013 | Заместитель начальника Центрального специализированного конструкторского бюро Министерства общего машиностроения СССР, гор. Куйбышев                                                                            | 04.12.1987      | машиностроение  | *Оренбургская область     | [ ГС 168 ] |
| 169        | Солдатов Игорь Борисович              | 20.03.1923 — 25.03.1998 | Заведующий кафедрой оториноларингологии Куйбышевского медицинского института имени Д. И. Ульянова Министерства здравоохранения РСФСР, академик Академии медицинских наук СССР                                   | 09.07.1990      | наука           | *Крым                     | [ ГС 169 ] |
| 170        | Солкин Семён Алексеевич               | 23.02.1925 — 10.09.1987 | Старший механик теплохода «XVII съезд ВЛКСМ» Волжского объединённого речного пароходства Министерства речного флота РСФСР, Куйбышевская область                                                                 | 05.03.1976      | транспорт       | Волжский район            | [ ГС 170 ] |
| 171        | Спесивая Ефросиния Алексеевна         | 12.05.1911 — 22.08.1996 | Доярка совхоза «Черновский» Волжского района Куйбышевской области | 22.03.1966      | сельхоз         | *Воронежская область      | [ ГС 171 ] |
| 172        | Старостин Степан Макарович            | 16.04.1923 — 11.10.1994 | Тракторист колхоза «13 лет Октября» Пестравского района Куйбышевской области | 21.11.1958      | сельхоз         | Пестравский район         | [ ГС 172 ] |
| 173        | Столяров Александр Александрович      | 14.08.1913 — 18.11.1985 | Учитель средней школы № 88, гор. Куйбышев | 01.07.1968      | образование     | *Татарстан                | [ ГС 173 ] |
| 174        | Стручкова Марфа Екентьевна            | 15.04.1918 — 11.10.1987 | Свинарка племенного завода «Красный строитель» Челно-Вершинского района Куйбышевской области | 22.03.1966      | сельхоз         | Челно-Вершинский район    | [ ГС 174 ] |
| 175        | Суровцев Виктор Николаевич            | 18.01.1914 — 19.10.1989 | Главный зоотехник Жигулёвской птицефабрики Волжского района Куйбышевской области | 22.03.1966      | сельхоз         | *Мордовия                 | [ ГС 175 ] |
| 176        | Сычёв Анатолий Устинович              | 1932—1982               | Звеньевой колхоза «Серп и молот» Пестравского района Куйбышевской области | 23.12.1976      | сельхоз         | Пестравский район         | [ ГС 176 ] |
| 177        | Тепляков Порфирий Данилович           | 25.02.1917 — 17.12.2010 | Шофёр автоколонны № 1170 треста «Сельхозтранс», гор. Куйбышев | 23.06.1966      | транспорт       |                           | [ ГС 177 ] |
| 178        | Терехова Анна Ивановна                | 05.02.1916 — 19.12.2001 | Старший мастер завода имени Масленникова Министерства машиностроения СССР, гор. Куйбышев | 16.01.1974      | оборонпром      |                           | [ ГС 178 ] |
| 179        | Тимохин Егор Никитович                | 27.12.1918 — 15.01.1996 | Слесарь-сборщик Чапаевского химического завода Министерства машиностроения СССР, Куйбышевская область | 26.04.1971      | машиностроение  | *Калужская область        | [ ГС 179 ] |
| 180        | Тихонов Иван Фёдорович                | 1914 — 22.06.1999       | Комбайнёр Кандабулакской МТС Сергиевского района Куйбышевской области | 24.05.1952      | сельхоз         | Сергиевский район         | [ ГС 180 ] |
| 181        | Трегубов Алексей Иванович             | 07.05.1912 — 28.08.1993 | Главный инженер строительного района на строительстве Куйбышевской гидроэлектростанции | 09.08.1958      | энергетика      |                           | [ ГС 181 ] |
| 182        | Ушмудин Семён Иванович                | 25.05.1929 — 05.05.2017 | Шофёр автоколонны № 1171 Средне-Волжского транспортного управления Министерства автомобильного транспорта и шоссейных дорого РСФСР, гор. Куйбышев                                                               | 05.10.1966      | транспорт       | Волжский район            | [ ГС 182 ] |
| 183        | Фёдорова Нина Михайловна              | род. 15.09.1933         | Старший оператор Ново-Куйбышевского нефтеперерабатывающего комбината Министерства нефтеперерабатывающей и нефтехимической промышленности СССР, Куйбышевская область                                             | 20.04.1971      | нефтехимпром    | Чапаевск                  | [ ГС 183 ] |
| 184        | Федотова Анна Сергеевна               | 20.02.1900 — 06.06.1987 | Директор завода синтезспирта Куйбышевского совнархоза, гор. Новокуйбышевск | 07.03.1960      | химпром         | *Волгоградская область    | [ ГС 184 ] |
| 185        | Фёклов Иван Григорьевич               | 11.06.1935 — 07.02.2013 | Буровой мастер Отрадненского управления буровых работ производственного объединения «Куйбышевнефть» Министерства нефтяной промышленности СССР, Куйбышевская область                                             | 12.05.1977      | нефтепром       | Кинель-Черкасский район   | [ ГС 185 ] |
| 186        | Филипенко Алексей Степанович          | 1926 — 11.08.1994       | Бурильщик капитального ремонта скважин нефтепромыслового управления «Ставропольнефть» объединения «Куйбышевнефть» Министерства нефтяной промышленности СССР, Куйбышевская область                               | 30.03.1971      | нефтепром       | Кинельский район          | [ ГС 186 ] |
| 187        | Фомина Акулина Павловна               | 28.11.1928 — 11.02.2019 | Свинарка колхоза имени Орджоникидзе Похвистневского района Куйбышевской области | 22.03.1966      | сельхоз         | Похвистневский район      | [ ГС 187 ] |
| 188        | Фролов Дмитрий Васильевич             | 20.09.1912 — 29.07.1990 | Бригадир тракторной бригады совхоза «Тимашёвский» Кинель-Черкасского района Куйбышевской области | 23.06.1966      | сельхоз         | Кинель-Черкасский район   | [ ГС 188 ] |
| 189        | Хабаров Иван Тимофеевич               | 23.08.1923 — 28.07.2000 | Бригадир плотников строительно-монтажного управления № 2 треста «Металлургстрой» Куйбышевского совнархоза | 17.10.1960      | строительство   | *Тамбовская область       | [ ГС 189 ] |
| 190        | Хохлов Иван Артемьевич                | 05.05.1927 — 07.09.1998 | Старший аппаратчик Чапаевского завода химических удобрений Министерства химической промышленности СССР, Куйбышевская область                                                                                    | 28.05.1966      | химпром         | *Саратовская область      | [ ГС 190 ] |
| 191        | Чванов Александр Матвеевич            | 21.11.1911 — 29.10.1989 | Слесарь завода имени Масленникова Министерства оборонной промышленности СССР, гор. Куйбышев | 28.07.1966      | оборонпром      | Самара                    | [ ГС 191 ] |
| 192        | Чеканов Евгений Васильевич            | 1927—2000               | Директор совхоза «Дружба» Кошкинского района Куйбышевской области | 08.04.1971      | сельхоз         | Кошкинский район          | [ ГС 192 ] |
| 193        | Чентемиров Минас Георгиевич           | 23.02.1910 — 18.03.2004 | Бывший управляющий трестом № 25 Куйбышевского совнархоза, ныне заместитель председателя Куйбышевского совнархоза                                                                                                | 09.08.1958      | строительство   | *Краснодарский край       | [ ГС 193 ] |
| 194        | Чеченя Леонид Степанович              | 01.08.1913 — 12.04.1996 | Директор завода № 24 имени М. В. Фрунзе Министерства авиационной промышленности СССР, гор. Куйбышев | 22.07.1966      | машиностроение  | *Херсонская область       | [ ГС 194 ] |
| 195        | Чижов Анатолий Алексеевич             | 15.06.1934 — 04.08.2021 | Директор Куйбышевского завода «Прогресс» Министерства общего машиностроения СССР | 10.10.1988      | машиностроение  | *Пензенская область       | [ ГС 195 ] |
| 196        | Шамрилов Юрий Владимирович            | 02.11.1932 — 07.01.2001 | Бригадир фрезеровщиков завода «Металлист» Министерства авиационной промышленности СССР, гор. Куйбышев | 26.04.1971      | машиностроение  | Шенталинский район        | [ ГС 196 ] |
| 197        | Шахов Николай Максимович              | 10.12.1914 — 10.04.1993 | Слесарь-сборщик Куйбышевского завода автотракторного электрооборудования Министерства автомобильной промышленности СССР                                                                                         | 22.08.1966      | машиностроение  | *Москва                   | [ ГС 197 ] |
| 198        | Шимолин Павел Евсимонович             | 14.01.1923 — 25.10.1996 | Токарь Волжского завода цементного машиностроения «Волгоцеммаш» Министерства строительного, дорожного и коммунального машиностроения СССР, Куйбышевская область                                                 | 20.04.1971      | машиностроение  | *Свердловская область     | [ ГС 198 ] |
| 199        | Ширшов Александр Васильевич           | 05.12.1928 — 20.02.1993 | Бригадир тракторной бригады совхоза имени Фрунзе Большеглушицкого района Куйбышевской области | 23.06.1966      | сельхоз         | Большеглушицкий район     | [ ГС 199 ] |
| 200        | Шишканова (Богданова) Раиса Андреевна | 21.03.1930 — 07.06.2013 | Доярка племенного молочного совхоза «Канаш» Министерства совхозов СССР, Шенталинский район Куйбышевской области                                                                                                 | 10.09.1952      | сельхоз         | Шенталинский район        | [ ГС 200 ] |
| 201        | Шишкин Владимир Павлович              | 1933—2002               | Бригадир колхоза «Прогресс» Волжского района Куйбышевской области | 12.04.1979      | сельхоз         | Волжский район            | [ ГС 201 ] |
| 202        | Шпакова Елена Васильевна              | 18.03.1925 — 11.10.2020 | Директор Куйбышевской кондитерской фабрики «Россия» Министерства пищевой промышленности РСФСР | 26.04.1971      | пищепром        | *Смоленская область       | [ ГС 202 ] |
| 203        | Шубина Марфа Трофимовна               | 17.04.1918 — 10.01.2011 | Бригадир штукатуров на строительстве Куйбышевской ГЭС | 09.08.1958      | энергетика      | *Омская область           | [ ГС 203 ] |
| 204        | Шурганов Николай Афанасьевич          | 09.08.1937 — 14.12.2024 | Кузнец-штамповщик Волжского автомобильного завода имени 50-летия СССР Волжского объединения по производству легковых автомобилей (АвтоВАЗ) Министерства автомобильной промышленности СССР, Куйбышевская область | 10.06.1986      | машиностроение  | *Нижегородская область    | [ ГС 204 ] |
| 205        | Щекаев Владимир Александрович         | 04.08.1929 — 16.12.2015 | Заместитель командира лётного отряда Куйбышевского объединённого авиационного отряда Приволжского управления гражданской авиации Министерства гражданской авиации СССР                                          | 04.02.1983      | транспорт       | Нефтегорский район        | [ ГС 205 ] |
| 206        | Щербинин Аркадий Александрович        | 05.06.1930 — 30.06.1987 | Первый секретарь Кинельского райкома КПСС, Куйбышевская область | 23.12.1976      | госуправление   | Кинель-Черкасский район   | [ ГС 206 ] |
| 207        | Ячевский Алексей Иванович             | 18.04.1912 — 02.08.1987 | Комбайнёр колхоза «Луч Ильича» Алексеевского района Куйбышевской области | 21.11.1958      | сельхоз         | Алексеевский район        | [ ГС 207 ] |

## Уроженцы Самарской области, удостоенные звания Героя Социалистического Труда в других регионах СССР
| № | Фамилия, имя, отчество    | Даты жизни              | Деятельность                                               | Дата присвоения       | Отрасль | Место рождения | ГС       |
| - | ------------------------- | ----------------------- | ---------------------------------------------------------- | --------------------- | ------- | -------------- | -------- |
| 1 | Устинов Дмитрий Фёдорович | 30.10.1908 — 20.12.1984 | Министр обороны СССР, Маршал Советского Союза, гор. Москва | 03.06.1942 17.06.1961 | оборона | Самара         | [ ГС 1 ] |

| №  | Фамилия, имя, отчество               | Даты жизни              | Деятельность | Дата присвоения | Отрасль        | Место рождения           | ГС        |
| -- | ------------------------------------ | ----------------------- | --- | --------------- | -------------- | ------------------------ | --------- |
| 1  | Ахмеров Ахмет Ибатуллович            | 15.05.1920 — 25.08.1978 | Сборщик покрышек Ярославского шинного завода Министерства нефтеперерабатывающей и нефтехимической промышленности СССР                                                                                     | 20.04.1971      | нефтехимпром   | Ставропольский район     | [ ГС 2 ]  |
| 2  | Башкиров Пётр Алексеевич             | 1923—1999               | Монтёр Хабаровского эксплуатационно-технического узла связи Министерства связи СССР, Хабаровский край | 18.07.1966      | связь          | Исаклинский район        | [ ГС 3 ]  |
| 3  | Белосков Иван Дементьевич            | 1915 — 18.01.1972       | Мастер контрольного пункта автотормозов вагонного депо Белогорск Амурской железной дороги, Амурская область                                                                                               | 01.08.1959      | транспорт      | Похвистневский район     | [ ГС 4 ]  |
| 4  | Ботов Дмитрий Прохорович             | 12.11.1908 — 29.05.1959 | Бригадир тракторной бригады Шелеховской МТС Иркутской области | 01.07.1950      | сельхоз        | Приволжский район        | [ ГС 5 ]  |
| 5  | Булат Нина Ивановна                  | 14.01.1924 — 08.08.2014 | Машинист крана доменного цеха Орско-Халиловского металлургического комбината Оренбургского совнархоза | 07.03.1960      | металлургия    | Сергиевский район        | [ ГС 6 ]  |
| 6  | Буц Иван Феофанович                  | 12.09.1901 — 08.01.1972 | Председатель колхоза имени Тельмана Тельмановского района Сталинской области | 02.06.1950      | сельхоз        |                          | [ ГС 7 ]  |
| 7  | Введенская Тамара Вениаминовна       | 1909 — ????             | Зоотехник цеха выращивания птицеводческого совхоза «Загорский» Министерства совхозов СССР, Загорский район Московской области                                                                             | 07.02.1952      | сельхоз        |                          | [ ГС 8 ]  |
| 8  | Ведерников Николай Иванович          | 29.01.1926 — 15.07.2009 | Оператор Грозненского нефтеперерабатывающего завода Министерства нефтеперерабатывающей и нефтехимической промышленности СССР, Чечено-Ингушская АССР                                                       | 28.05.1966      | нефтехимпром   | Красноярский район       | [ ГС 9 ]  |
| 9  | Вертянкин Леонтий Трофимович         | 10.02.1928 — 15.03.2008 | Старший агломератчик Магнитогорского металлургического комбината имени В. И. Ленина Министерства чёрной металлургии СССР, Челябинская область                                                             | 30.03.1971      | металлургия    | Исаклинский район        | [ ГС 10 ] |
| 10 | Виноградов Геннадий Валентинович     | 16.04.1918 — 04.02.1998 | Начальник Казахской железной дороги, гор. Алма-Ата | 04.05.1971      | транспорт      | Кошкинский район         | [ ГС 11 ] |
| 11 | Гаврилин Валентин Михайлович         | 1928 — 02.1965          | Буровой мастер Фроловской конторы разведочного бурения треста «Сталинграднефтегазразведка» Сталинградского совнархоза                                                                                     | 19.03.1959      | нефтепром      |                          | [ ГС 12 ] |
| 12 | Ганин Яков Митрофанович              | 1885 — 16.08.1957       | Начальник службы вагонного хозяйства Московской Окружной железной дороги | 05.11.1943      | транспорт      | Октябрьск                | [ ГС 13 ] |
| 13 | Глухов Александр Александрович       | 05.05.1908 — 07.07.1977 | Старший механик Алтайской МТС Алтайского района Алтайского края | 20.05.1949      | сельхоз        | Красноярский район       | [ ГС 14 ] |
| 14 | Глухов Пётр Николаевич               | 1913 — ????             | Навалоотбойщик шахты № 29 треста «Рутченковуголь» Министерства угольной промышленности Украинской ССР, Сталинская область                                                                                 | 26.04.1957      | углепром       | Самарская область        | [ ГС 15 ] |
| 15 | Горбачёв Василий Иванович            | 1899—1985               | Старший агроном семеноводческого совхоза «Хомутовский» Министерства совхозов СССР, Новодеревеньковский район Орловской области                                                                            | 27.03.1948      | сельхоз        | Нефтегорский район       | [ ГС 16 ] |
| 16 | Громов Борис Вениаминович            | 17.07.1909 — 13.04.1984 | Главный инженер радиохимического завода (объект «Б») комбината № 817 Первого главного управления при Совете Министров СССР, Челябинская область                                                           | 29.10.1949      | атомпром       | Самара                   | [ ГС 17 ] |
| 17 | Дарчев Владимир Антонович            | 05.10.1930 — 10.06.2008 | Бригадир монтажников строительно-монтажного управления № 3 Ангарского управления строительства № 16 Министерства среднего машиностроения СССР, Иркутская область                                          | 26.04.1971      | атомпром       | Хворостянский район      | [ ГС 18 ] |
| 18 | Дикушин Владимир Иванович            | 08.08.1902 — 12.01.1979 | Главный конструктор Экспериментального научно-исследовательского института металлорежущих станков, академик Академии наук СССР, гор. Москва                                                               | 13.03.1969      | наука          | Самара                   | [ ГС 19 ] |
| 19 | Емельянов Лев Александрович          | 03.08.1925 — 01.09.1976 | Начальник партии экспедиции № 186 предприятия № 10 Главного управления геодезии и картографии при Совете Министров СССР, гор. Ленинград                                                                   | 15.06.1971      | геодезия       | Сызранский район         | [ ГС 20 ] |
| 20 | Ермошкин-Дмитриев Григорий Фёдорович | 1898 — ????             | Директор Берёзовской МТС Советского района Красноярского края | 07.01.1948      | сельхоз        | Ставропольский район     | [ ГС 21 ] |
| 21 | Золотенкова Екатерина Дмитриевна     | 1923—1997               | Доярка племенного завода «Ленинск-Кузнецкий» Ленинск-Кузнецкого района Кемеровской области | 22.03.1966      | сельхоз        |                          | [ ГС 22 ] |
| 22 | Зорин Иван Андреевич                 | 05.12.1910 — 1981       | Секретарь Канибадамского райкома Компартии (большевиков) Таджикистана, Ленинабадская область | 26.06.1951      | госуправление  | Похвистневский район     | [ ГС 23 ] |
| 23 | Зотов Пётр Иванович                  | 1901—1973               | Бригадир полеводческой бригады Меркенского свеклосовхоза Министерства пищевой промышленности СССР, Меркенский район Джамбулской области                                                                   | 08.05.1948      | пищепром       |                          | [ ГС 24 ] |
| 24 | Ильин Николай Алексеевич             | 1908 — 20.01.1966       | Старший агроном зернового совхоза «Завьяловский» Министерства совхозов СССР, Тогучинский район Новосибирской области                                                                                      | 01.04.1948      | сельхоз        | Сызранский район         | [ ГС 25 ] |
| 25 | Каданцев Иван Иванович               | 1913 — ????             | Управляющий отделением зернового совхоза «Галля-Арал» Министерства совхозов СССР, Галля-Аральский район Самаркандской области                                                                             | 26.04.1948      | сельхоз        |                          |           |
| 26 | Кожевников Николай Николаевич        | род. 28.09.1932         | Старший электромеханик ледокола «Владивосток» Дальневосточного морского пароходства Министерства морского флота СССР, Приморский край                                                                     | 20.07.1984      | транспорт      | Хворостянский район      | [ ГС 26 ] |
| 27 | Коновалов Александр Фёдорович        | 1912 — ????             | Директор Сорочинского мелькомбината, Оренбургская область | 19.04.1967      | сельхоз        | Самара                   | [ ГС 27 ] |
| 28 | Коновалов Алексей Васильевич         | 07.02.1905 — 13.11.1994 | Начальник Люблинского литейно-механического завода Министерства путей сообщения СССР, гор. Москва | 01.08.1959      | транспорт      | Красноармейский район    | [ ГС 28 ] |
| 29 | Копылов Виталий Егорович             | 12.06.1926 — 09.02.1995 | Директор Дальневосточного машиностроительного завода Министерства авиационной промышленности СССР, Хабаровский край                                                                                       | 26.04.1971      | машиностроение | Кошкинский район         | [ ГС 29 ] |
| 30 | Костин Михаил Николаевич             | 31.01.1931 — 25.10.1988 | Директор совхоза имени Крупской Мелекесского района Ульяновской области | 08.04.1971      | сельхоз        | Ставропольский район     | [ ГС 30 ] |
| 31 | Кржижановский Глеб Максимилианович   | 24.01.1872 — 31.03.1959 | Директор Энергетического института Академии наук СССР, академик АН СССР, гор. Москва | 23.01.1957      | наука          | Самара                   | [ ГС 31 ] |
| 32 | Кузьмин Валентин Петрович            | 05.12.1893 — 08.05.1973 | Заведующий отделом селекции и генетики Всесоюзного научно-исследовательского института зернового хозяйства, академик Академии наук Казахской ССР, Шортандинский район Целиноградской области              | 20.11.1962      | наука          | Сергиевский район        | [ ГС 32 ] |
| 33 | Кузьмина Нина Николаевна             | 02.06.1930 — 29.12.2018 | Директор Радищевской средней школы Радищевского района Ульяновской области | 01.07.1968      | образование    | Самара                   | [ ГС 33 ] |
| 34 | Лемаев Николай Васильевич            | 14.11.1929 — 24.12.2000 | Генеральный директор Нижнекамского производственного объединения «Нижнекамскнефтехим» Министерства нефтеперерабатывающей и нефтехимической промышленности СССР, Татарская АССР                            | 13.06.1980      | нефтехимпром   | Пестравский район        | [ ГС 34 ] |
| 35 | Лобов Александр Фёдорович            | 15.08.1903 — 15.08.1988 | Председатель колхоза «Победа» Белинского района Пензенской области | 23.06.1966      | сельхоз        | Хворостянский район      | [ ГС 35 ] |
| 36 | Логунов Анатолий Алексеевич          | 30.12.1926 — 01.03.2015 | Ректор Московского государственного университета имени М. В. Ломоносова, академик и вице-президент Академии наук СССР                                                                                     | 23.01.1980      | наука          | Приволжский район        | [ ГС 36 ] |
| 37 | Ломакин Виктор Павлович              | 22.04.1926 — 21.03.2012 | Первый секретарь Приморского краевого комитета КПСС | 17.03.1981      | госуправление  | Волжский район           | [ ГС 37 ] |
| 38 | Малышев Василий Тимофеевич           | 1925—1976               | Бригадир каменщиков треста «Сибэнергострой» Министерства строительства электростанций СССР, Красноярский край                                                                                             | 20.09.1962      | энергетика     | Ставропольский район     | [ ГС 38 ] |
| 39 | Мартынов Иван Иванович               | 1924 — ????             | Бригадир комплексной бригады управления «Цемстрой» треста «Чимкентпромстрой», гор. Чимкент | 11.08.1966      | строительство  | Сызранский район         | [ ГС 39 ] |
| 40 | Медунова Евдокия Ивановна            | 01.03.1909 — 22.04.1988 | Доярка молочного племенного совхоза «Лесные Поляны» Министерства совхозов СССР, Пушкинский район Московской области                                                                                       | 09.10.1949      | сельхоз        |                          | [ ГС 40 ] |
| 41 | Моисеев Илья Иванович                | 29.07.1926 — 25.10.1996 | Директор конторы бурения № 2 Заволжского геологоразведочного треста объединения «Саратовнефтегаз» Министерства нефтедобывающей промышленности СССР, гор. Саратов                                          | 23.05.1966      | нефтепром      |                          | [ ГС 41 ] |
| 42 | Мрыкин Александр Григорьевич         | 15.08.1905 — 06.10.1972 | Председатель Научно-технического комитета — первый заместитель начальника Главного управления ракетного вооружения Министерства обороны СССР, генерал-лейтенант инженерно-технической службы, гор. Москва | 17.06.1961      | оборона        | Самара                   | [ ГС 42 ] |
| 43 | Мышко Евдоким Михайлович             | 01.07.1907 — 10.07.1990 | Мастер экскаватора ЭШ-10/75 разреза № 1 треста «Вахрушевуголь» комбината «Свердловскуголь» Министерства угольной промышленности СССР, Свердловская область                                                | 26.04.1957      | углепром       |                          | [ ГС 43 ] |
| 44 | Немудров Василий Николаевич          | 1906 — ????             | Машинист тепловозного депо Ташкент Ташкентской железной дороги | 01.08.1959      | транспорт      |                          | [ ГС 44 ] |
| 45 | Нестеров Дмитрий Леонтьевич          | 05.11.1899 — 01.1986    | Старший агроном Давлекановской МТС Башкирской АССР | 02.04.1948      | сельхоз        | Красноярский район       | [ ГС 45 ] |
| 46 | Нестеров Иван Иванович               | 1888—1968               | Скотник племенного молочного совхоза «Караваево» Министерства совхозов СССР, Костромской район Костромской области                                                                                        | 25.08.1948      | сельхоз        |                          | [ ГС 46 ] |
| 47 | Никитин Борис Григорьевич            | 11.07.1922 — 17.10.1991 | Главный инженер Воткинского машиностроительного завода Министерства оборонной промышленности СССР, Удмуртская АССР                                                                                        | 05.01.1982      | оборонпром     | Самара                   | [ ГС 47 ] |
| 48 | Онучина Раиса Михайловна             | 04.02.1915 — 30.07.1976 | Крановщица морского порта Ванино Министерства морского флота СССР, Хабаровский край | 12.03.1966      | транспорт      | Октябрьск                | [ ГС 48 ] |
| 49 | Пересыпкин Василий Яковлевич         | 28.10.1926 — 21.06.2004 | Бригадир комплексной бригады Южно-Сахалинского ремонтно-строительного управления № 2 Министерства жилищно-гражданского строительства РСФСР, Сахалинская область                                           | 07.05.1971      | строительство  | Пестравский район        | [ ГС 49 ] |
| 50 | Петров Александр Фёдорович           | 09.09.1915 — 25.01.1984 | Главный агроном совхоза «Красная Балтика» Ломоносовского района Ленинградской области | 23.06.1966      | сельхоз        | Самара                   | [ ГС 50 ] |
| 51 | Потапов Александр Георгиевич         | 28.03.1915 — 09.02.1987 | Директор Приборостроительного завода Министерства среднего машиностроения СССР, Челябинская область | 26.04.1971      | атомпром       | Самара                   | [ ГС 51 ] |
| 52 | Радаев Николай Егорович              | род. 05.02.1934         | Тракторист Колтубановского лесхоза управления лесного хозяйства «Бузулукский бор» Государственного комитета лесного хозяйства Совета Министров СССР, Оренбургская область                                 | 06.09.1966      | лесхоз         | Борский район            | [ ГС 52 ] |
| 53 | Резникова Мария Егоровна             | 20.05.1929 — 21.10.2011 | Свинарка совхоза «Вознесенский» Лабинского района Краснодарского края | 08.04.1971      | сельхоз        | Большечерниговский район | [ ГС 53 ] |
| 54 | Романов Михаил Фёдорович             | 1899 — ????             | Старший агроном Майкопской МТС Адыгейской автономной области | 06.05.1948      | сельхоз        | Кошкинский район         | [ ГС 54 ] |
| 55 | Савельев Павел Иванович              | 1918 — ????             | Токарь Вильнюсского станкостроительного завода «Коммунарас» Министерства станкостроительной и инструментальной промышленности СССР, Литовская ССР                                                         | 05.04.1971      | станкостроение |                          |           |
| 56 | Савостин Владимир Григорьевич        | 09.10.1906 — 02.07.1991 | Директор Карабалыкской сельскохозяйственной опытной станции, Комсомольский район Кустанайской области | 08.04.1971      | сельхоз        | Самара                   | [ ГС 55 ] |
| 57 | Самарин Михаил Тимофеевич            | 05.12.1928 — 26.12.1993 | Генеральный директор Челябинского станкостроительного завода имени С. Орджоникидзе Министерства оборонной промышленности СССР                                                                             | 10.03.1981      | оборонпром     | Челно-Вершинский район   | [ ГС 56 ] |
| 58 | Сапунов Логин Яковлевич              | 30.09.1916 — 23.12.1989 | Председатель колхоза «Память Ленина» Марушинского района Алтайского края | 11.01.1957      | сельхоз        | Челно-Вершинский район   | [ ГС 57 ] |
| 59 | Семёнов Николай Анатольевич          | 21.04.1918 — 28.01.1982 | Директор комбината № 817 Министерства среднего машиностроения СССР, Челябинская область | 07.03.1962      | атомпром       | Большеглушицкий район    | [ ГС 58 ] |
| 60 | Сергеев Григорий Иванович            | 06.06.1922 — 17.04.2002 | Слесарь Калужского завода автомотоэлектрооборудования Министерства автомобильной промышленности СССР | 05.04.1971      | машиностроение | Челно-Вершинский район   | [ ГС 59 ] |
| 61 | Сердаков Сергей Исаакович            | 09.11.1915 — 02.10.1974 | Старший мастер плавильного цеха никелевого завода Норильского горнометаллургического комбината имени А. П. Завенягина Красноярского совнархоза                                                            | 09.06.1961      | металлургия    | Кошкинский район         | [ ГС 60 ] |
| 62 | Симонов Николай Константинович       | 04.12.1901 — 20.04.1973 | Актёр Ленинградского государственного академического театра драмы имени А. С. Пушкина, народный артист СССР                                                                                               | 03.12.1971      | культура       | Самара                   | [ ГС 61 ] |
| 63 | Сливин Николай Павлович              | 06.12.1925 — ????       | Оператор по добыче нефти и газа нефтегазодобывающего управления «Нижневартовскнефть» Главтюменнефтегаза Министерства нефтяной промышленности СССР, Ханты-Мансийский национальный округ                    | 30.12.1973      | нефтепром      | Красноармейский район    | [ ГС 62 ] |
| 64 | Смирнов Анатолий Филиппович          | 21.11.1909 — 1986       | Директор Центрального научно-исследовательского института строительных конструкций имени В. А. Кучеренко Госстроя СССР, член-корреспондент Академии наук СССР, гор. Москва                                | 20.12.1979      | наука          | Сызранский район         | [ ГС 63 ] |
| 65 | Стыценко Игорь Сергеевич             | 15.12.1928 — 09.05.1996 | Директор «Ижевского мотозавода» Министерства общего машиностроения СССР, Удмуртская АССР | 29.03.1976      | машиностроение | Самара                   | [ ГС 64 ] |
| 66 | Терещенко Екатерина Фёдоровна        | 18.03.1926 — 31.10.2013 | Бригадир совхоза «Березняки» Тельманского района Карагандинской области | 08.04.1971      | сельхоз        | Кинельский район         | [ ГС 65 ] |
| 67 | Третьякова Мария Николаевна          | 1912—1992               | Мастер Ставропольского управления строительства и ремонта автомобильных дорог Министерства автомобильного транспорта и шоссейных дорог РСФСР                                                              | 05.10.1966      | автодор        |                          | [ ГС 66 ] |
| 68 | Трифонов Михаил Лаврентьевич         | 24.11.1921 — 12.08.1999 | Бригадир сборщиков-клепальщиков Дальневосточного машиностроительного завода Министерства авиационной промышленности СССР, Хабаровский край                                                                | 16.01.1974      | машиностроение | Сергиевский район        | [ ГС 67 ] |
| 69 | Туркин Алексей Фёдорович             | 1914 — 09.01.1978       | Начальник цеха Орского нефтеперерабатывающего завода имени В. П. Чкалова Министерства нефтеперерабатывающей и нефтехимической промышленности СССР, Оренбургская область                                   | 20.04.1971      | нефтехимпром   | Чапаевск                 | [ ГС 68 ] |
| 70 | Филимонов Виктор Петрович            | 07.03.1940 — 23.11.2012 | Бригадир монтажников домостроительного комбината Камгэсэнергостроя Министерства энергетики и электрификации СССР, гор. Набережные Челны, Татарская АССР                                                   | 15.04.1977      | энергетика     | Сергиевский район        | [ ГС 69 ] |
| 71 | Хлебушкина Антонина Павловна         | 1914 — 18.11.1995       | Директор детского дома № 22, гор. Ташкент | 16.12.1987      | образование    |                          | [ ГС 70 ] |
| 72 | Цециор Зиновий Моисеевич             | 15.02.1914 — 25.03.1990 | Заместитель главного конструктора НИИ-944 Государственного комитета Совета Министров СССР по судостроению и начальник отдела НИИ прикладной механики Министерства общего машиностроения СССР, гор. Москва | 17.06.1961      | машиностроение | Тольятти                 | [ ГС 71 ] |
| 73 | Чиркина Елена Самсоновна             | 27.05.1916 — 05.03.1992 | Бригадир рабочих Дзёмгинского хлебокомбината Министерства пищевой промышленности РСФСР, Хабаровский край                                                                                                  | 26.04.1971      | пищепром       | Исаклинский район        | [ ГС 72 ] |
| 74 | Шалдыбин Аркадий Яковлевич           | 1912—1985               | Бригадир проходческой бригады шахты № 1—2 треста «Углегорскуголь» комбината «Сахалинуголь» Министерства угольной промышленности СССР, Сахалинская область                                                 | 06.01.1966      | углепром       |                          | [ ГС 73 ] |
| 75 | Шейндлин Александр Ефимович          | род. 04.09.1916         | Директор Института высоких температур Академии наук СССР, академик АН СССР, гор. Москва | 04.09.1986      | наука          | Самара                   | [ ГС 74 ] |
| 76 | Шукшин Георгий Павлович              | 1902—1965               | Директор Соболевской МТС Тепловского района Чкаловской области | 11.01.1957      | сельхоз        | Самара                   | [ ГС 75 ] |
| 77 | Юмашев Николай Александрович         | 22.11.1905 — 07.07.1989 | Управляющий республиканским специализированным строительно-монтажным трестом «Казэлеватормельмонтаж» Министерства сельского строительства Казахской ССР, гор. Алма-Ата                                    | 07.05.1971      | строительство  | Красноярский район       | [ ГС 76 ] |
| 78 | Юрьева Клавдия Тарасовна             | 22.04.1914 — ????       | Заведующая цехом Душанбинской птицефабрики, Таджикская ССР | 22.03.1966      | сельхоз        | Алексеевский район       | [ ГС 77 ] |
| 79 | Янкин Илларион Павлович              | 20.06.1910 — 14.09.1964 | Директор Дзержинского совхоза Октябрьского района Северо-Казахстанской области | 11.01.1957      | сельхоз        | Клявлинский район        | [ ГС 78 ] |

## Герои Социалистического Труда, прибывшие в Самарскую область на постоянное проживание из других регионов
| №  | Фамилия, имя, отчество              | Даты жизни              | Деятельность | Дата присвоения | Отрасль        | Место проживания       | ГС        |
| -- | ----------------------------------- | ----------------------- | --- | --------------- | -------------- | ---------------------- | --------- |
| 1  | Анашкина Прасковья Михайловна       | 1916—2004               | Звеньевая Сталинского свеклосовхоза Министерства пищевой промышленности СССР, Соседский район Пензенской области                                       | 18.05.1948      | сельхоз        | Кинельский район       | [ ГС 1 ]  |
| 2  | Бойченко Алексей Андреевич          | 1928 — ????             | Звеньевой колхоза имени Сталина района имени 28 гвардейцев Талды-Курганской области                                                                    | 28.03.1948      | сельхоз        |                        | [ ГС 2 ]  |
| 3  | Верхотуров Григорий Дмитриевич      | 12.02.1912 — 22.12.1995 | Старший драгер прииска «Дражный» треста «Лензолото» Иркутского совнархоза, Бодайбинский район Иркутской области                                        | 09.06.1961      | металлургия    | Тольятти               | [ ГС 3 ]  |
| 4  | Витальев Виктор Александрович       | 20.09.1915 — 1970       | Бригадир слесарей треста «Спецгидроэнергомонтаж» Министерства электростанций СССР, гор. Ленинград                                                      | 09.08.1958      | энергетика     |                        | [ ГС 4 ]  |
| 5  | Витер Пётр Акимович                 | 10.10.1923 — 04.10.2003 | Директор Казанского моторостроительного завода Министерства авиационной промышленности СССР, Татарская АССР                                            | 26.04.1971      | машиностроение | Самара                 | [ ГС 5 ]  |
| 6  | Волков Тимофей Васильевич           | 26.04.1931 — ????       | Бригадир совхоза имени Ленина Иртышского района Павлодарской области                                                                                   | 19.04.1967      | сельхоз        |                        | [ ГС 6 ]  |
| 7  | Евдокимова Антонина Ивановна        | 15.08.1907 — 1998       | Звеньевая колхоза «Революция» Подберезинского района Татарской АССР                                                                                    | 06.03.1948      | сельхоз        | Самара                 | [ ГС 7 ]  |
| 8  | Енькова (Радченко) Мария Тимофеевна | 18.12.1921 — 21.10.1999 | Звеньевая колхоза «Берлесуэнбек» Джамбулского района Джамбулской области                                                                               | 11.04.1949      | сельхоз        | Самара                 | [ ГС 8 ]  |
| 9  | Ермолаева Вера Александровна        | род. 1926               | Звеньевая колхоза имени Ф. Энгельса Ново-Малыклинского района Ульяновской области                                                                      | 27.02.1948      | сельхоз        | Тольятти               | [ ГС 9 ]  |
| 10 | Липатова Любовь Андреевна           | 1929—2003               | Участковый агроном совхоза имени Вильямса Есильского района Акмолинской области                                                                        | 07.03.1960      | сельхоз        |                        | [ ГС 10 ] |
| 11 | Моисеев Николай Фёдорович           | 19.12.1911 — 02.02.1982 | Бригадир колхоза «МОПР» Николо-Черемшанского района Ульяновской области                                                                                | 27.02.1948      | сельхоз        | Самара                 | [ ГС 11 ] |
| 12 | Неронова Нина Алексеевна            | 15.10.1925 — 08.04.2002 | Учительница Верхнеколыбельской средней школы, Хлевенский район Воронежской области                                                                     | 27.06.1978      | образование    | Самара                 | [ ГС 12 ] |
| 13 | Ореховский Леонид Васильевич        | род. 11.04.1933         | Бригадир электромонтёров электромонтажного поезда № 703 треста «Трансэлектромонтаж» Министерства транспортного строительства СССР                      | 05.08.1961      | строительство  | Самара                 | [ ГС 13 ] |
| 14 | Подшивайлов Григорий Трофимович     | 1901—1974               | Начальник участка бурения объединения «Дальнефть» Министерства нефтяной промышленности восточных районов СССР, Сахалинская область                     | 08.05.1948      | нефтепром      | Самара                 | [ ГС 14 ] |
| 15 | Полтавец Нина Гавриловна            | 05.10.1932 — 06.2016    | Учительница средней школы № 12, гор. Кустанай | 27.06.1978      | образование    | Сызрань                | [ ГС 15 ] |
| 16 | Стыкут Анастасия Игнатьевна         | 12.12.1918 — 14.09.2001 | Звеньевая совхоза имени 10 лет БССР Министерства совхозов СССР, Любаньский район Бобруйской области                                                    | 24.04.1948      | сельхоз        | Челно-Вершинский район | [ ГС 16 ] |
| 17 | Суровцева Мария Фёдоровна           | 26.11.1908 — ????       | Звеньевая колхоза «20 лет Октября» Елецкого района Орловской области                                                                                   | 12.03.1949      | сельхоз        | Самара                 | [ ГС 17 ] |
| 18 | Сушков Александр Петрович           | 14.04.1926 — 30.08.2018 | Комбайнёр совхоза «Заря» Жердевского района Тамбовской области                                                                                         | 11.12.1973      | сельхоз        | Самара                 | [ ГС 18 ] |
| 19 | Трапезников Александр Иванович      | 31.03.1912 — 07.01.2006 | Директор каракулеводческого совхоза «Уч-Аджи» Министерства внешней торговли СССР, Байрам-Алийский район Марыйской области                              | 15.09.1948      | сельхоз        |                        | [ ГС 19 ] |
| 20 | Тютюньков Павел Парфёнович          | 1918 — 02.03.1986       | Тракторист совхоза «Ждановский» Шемонаихинского района Восточно-Казахстанской области                                                                  | 19.04.1967      | сельхоз        | Тольятти               | [ ГС 20 ] |
| 21 | Чучалов Владимир Михайлович         | 11.01.1927 — 07.05.2021 | Звеньевой колхоза имени Карла Маркса Ужурского района Красноярского края                                                                               | 07.01.1948      | сельхоз        | Тольятти               | [ ГС 21 ] |
| 22 | Шаров Пётр Матвеевич                | 01.1913 — 14.05.1990    | Бригадир слесарей-монтажников строительно-монтажного управления № 3 сварочно-монтажного треста Министерства газовой промышленности СССР, гор. Оренбург | 01.07.1966      | газпром        | Самара                 | [ ГС 22 ] |
| 23 | Шишлянников Михаил Осипович         | 04.03.1908 — 25.07.1996 | Драгер прииска «Ленинский» треста «Якутзолото» Якутского совнархоза                                                                                    | 01.10.1957      | металлургия    | Самара                 | [ ГС 23 ] |